# 계영배

계영배의 단면과 작동 과정.

계영배(戒盈杯, 그리스어: ο κουνένος τσι δικαιοσύνης 오 코우네노스 치 디카이오시니스[*])는 잔의 형태를 한 장난감이다. 어느 높이 이상 액체를 담으면 사이펀 효과로 인해 액체가 잔 바닥으로 모두 새어나간다. "계영배"라는 한자는 '가득참을 경계하는 잔'이라는 뜻이다.
계영배는 보통 잔과 비슷해 보이지만, 중심에 기둥이 하나 서 있다. 중심 기둥은 잔 다리와 일직선상에 배치되어 있으며, 기둥뿌리와 잔 다리 바닥에는 구멍이 하나씩 있다. 기둥뿌리의 구멍은 위로 기둥 꼭대기 내부의 공간으로 연결되고, 이 공간은 다시 아래로 다리 바닥의 구멍에 연결된다.
잔을 채우면 채워진 액체가 기둥뿌리의 구멍으로 들어가 파스칼의 원리를 통해 중앙 기둥 꼭대기 내부의 공간도 채우게 된다. 채워진 액체의 높이가 이 공간의 높이보다 낮으면 잔은 정상적으로 기능한다. 하지만 그보다 높이 액체가 채워질 경우 액체가 기둥뿌리의 구멍과 기둥 속 공간을 거쳐 잔 다리의 구멍으로 흘러나간다. 일단 액체가 흘러나가면, 중력이 중앙 기둥 내부에 사이펀을 형성하게 되고 모든 액체가 기둥뿌리의 구멍으로 빨려들어가 흘러나오게 된다. 변기 물을 내리는 것과 동일한 원리다.
이런 형태의 잔은 고대 그리스의 사모스 사람 피타고라스가 처음 만들었다고 하며, 알렉산드리아 사람 헤론이 제작한 예도 있다.
고대 중국의 춘추시대의 춘추오패(春秋五覇)중 하나인 제환공(齊桓公)이 군주의 올바른 처신을 위해 인간의 끝없는 욕망을 경계하며 늘 곁에 놓아 마음을 가지런이 했던 그릇(欹器)이라 하여 유좌지기(宥坐之器)라 불리었다. 『순자(荀子)』에서 후에 공자(孔子)가 제환공의 사당을 찾았을 때, 그릇에 구멍이 뚫려 있음에도 술이 새지 않다가 어느 정도 이상 채웠을 때 술이 새는 것을 보고 제자들에게 총명하면서도 어리석음을 지키고, 천하에 공을 세우고도 겸양하며, 용맹을 떨치고도 검약하며, 부유하면서도 겸손함을 지켜야한다며 이 그릇의 의미를 가르쳤다고 한다. 현존하는 그릇은 19세기 청(淸)의 광서제(光緖帝)에 만든 것이 전해진다.
조선 후기 실학자이자 과학자인 하백원(河百源, 1781~1845)이 술이 가득채우면 새어나가는 잔을 만들었다고 전해지며, 비슷한 시기 도공 우명옥이 계영배를 만들었다고 강원도 홍천 지방의 전설로 내려오고있다. 우명옥은 당시 설백자기(雪白磁器)를 만들어 명성을 얻은 인물로, 후에 자신의 방탕한 삶을 뉘우치면서 계영배를 만들었다고 하며 이 잔은 후에 조선후기의 거상 임상옥(林尙沃, 1779~1855)에게 전해지며 그는 이 잔을 늘 곁에 두고 인간의 과욕을 경계하면서 조선 역사상 전무후무한 거상으로 거듭났다고 한다.

## 같이 보기
- 속슬레 추출기